# Иазмос
И́азмос (греч. Ίασμος) — город в периферийной единице Родопи в периферии Восточной Македонии и Фракии в Греции. Население по переписи 2011 года составляет 2586 жителей. Административный центр общины (дима) Иазмос. Расположен в 20 км от Комотини и 28 км от Ксанти. Расположен на высоте 30—50 метров у подножия гор Родопы. В городе находится железнодорожная станция ΟΣΕ линии Салоники — Александруполис. Люди занимаются земледелием и скотоводством.

## История

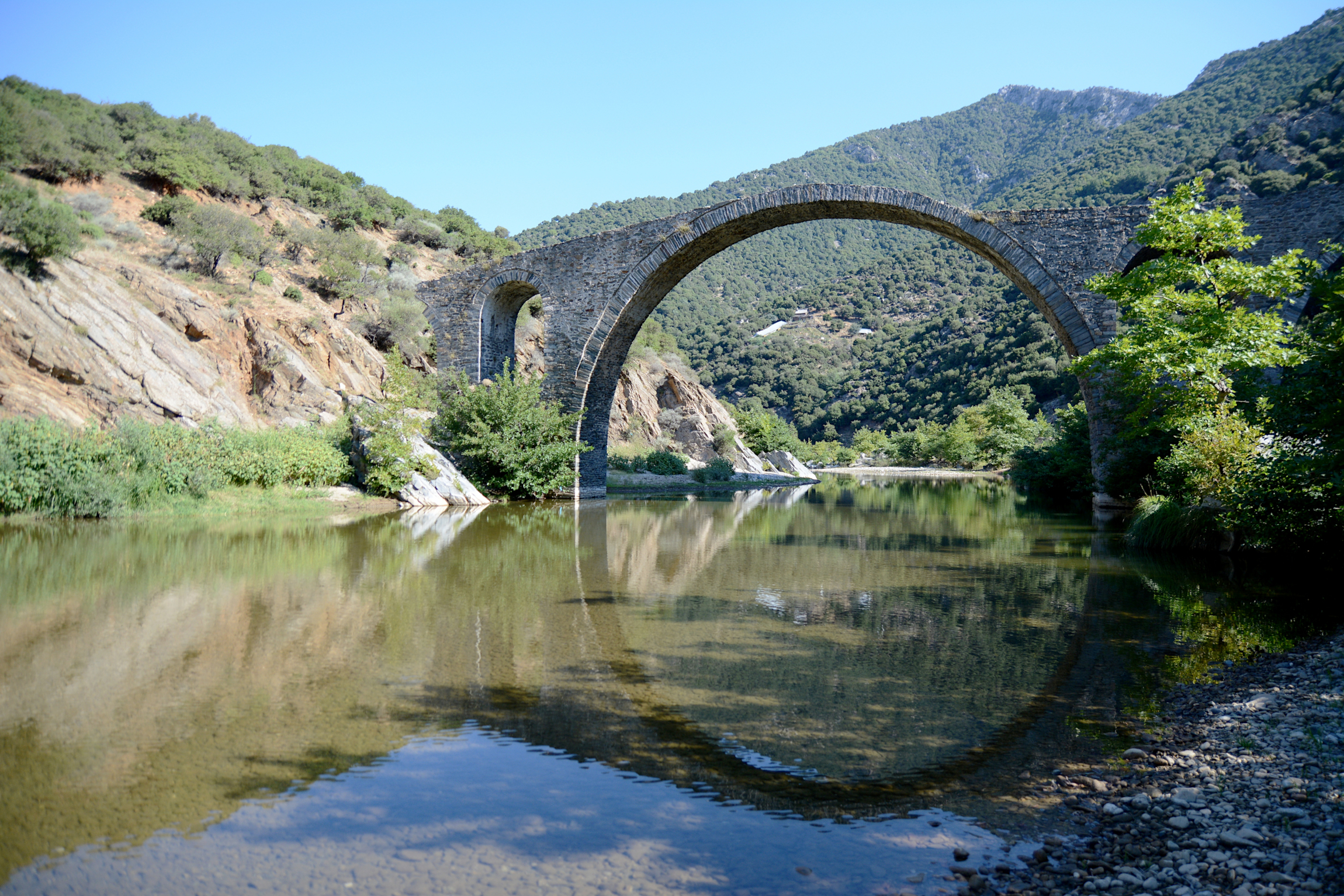

Один из старейших городов в Родопи. Появился после разрушения турками города Анастасиуполиса. Впервые упоминается османским путешественником Эвлия Челеби в XVII веке. Имеется арочный каменный мост, построенный в XVII—XVIII веках на реке Компсатос (Куру).
Община (дим) Иазмос делится на 3 общинные единицы.

## Общинное сообщество Иазмос
В общинное сообщество Иазмос входят 7 населённых пунктов. Население 4399 жителей по переписи 2011 года. Площадь 162,13 квадратного километра.
| Наименование | Население (2011), человек |
| ------------ | ------------------------- |
| Галини       | 289                       |
| Диаламби     | 469                       |
| Иазмос       | 2586                      |
| Ипикон       | 37                        |
| Коптерон     | 810                       |
| Мелитена     | 15                        |
| Мосайкон     | 193                       |

## Население
| Год  | Население, человек |
| ---- | ------------------ |
| 1991 | 2620               |
| 2001 | 2722               |
| 2011 | ↘ 2586             |